# Frank Cervell
Frank Rutger Cervell (ur. 22 lutego 1907 w Norrköping, zm. 3 września 1970 w Sztokholmie) – szwedzki szpadzista, brązowy medalista olimpijski i dwukrotny medalista mistrzostw świata.
Na igrzyskach olimpijskich w Londynie w 1948 roku Szwedzi w składzie: Frank Cervell, Carl Forssell, Bengt Ljungquist, Sven Thofelt, Per Carleson i Arne Tollbom wywalczyli brązowy medal w turnieju drużynowym. W zawodach indywidualnych odpadł w ćwierćfinałach. Były to jego jedyne starty olimpijskie.
Podczas mistrzostw świata w Paryżu w 1937 roku wspólnie z Bengtem Ljungquistem, Hansem Drakenbergiem, Gustafem Dyrssenem, Hansem Granfeltem i Svenem Thofeltem zdobył brązowy medal w zawodach drużynowych. W tej samej konkurencji Szwedzi z Cervellem w składzie zdobyli też srebrny medal na mistrzostwach świata w Pieszczanach (1938).